# 佐野珠美
佐野 珠美（さの たまみ、1959年11月10日 - ）は、福岡県出身の日本の女優。かつては宝井プロジェクトに所属していた。
身長157 cm。特技はジャズダンス、着物着付け師講師。

## 出演

### 映画
- 「課長島耕作」（1992年10月3日） - ホステス 役
- 「まあだだよ」（1993年4月17日） - パンパン 役
- 「高校教師」（1993年11月6日） - 教師 役
- 「ケイゾク/映画 Beautiful Dreamer」（2000年3月4日） - 小学校のPTA 役

### テレビドラマ
- 「外科医有森冴子」（日本テレビ） - 刑務官 役
- 「はぐれ刑事純情派」（テレビ朝日） - 土産物屋女主人 役
- 「恋も2度目なら」（1995年1月11日 - 3月15日、日本テレビ）[2]
- 「世にも奇妙な物語」（フジテレビ）
  - 「1995 秋の特別編『地獄のタクシー』」（1995年10月4日）[3]
  - 「15周年の特別編『リプレイ』」（2006年3月28日） - 参列者 役[4]
- 「官僚たちの夏」（1996年1月13日 - 1月27日、NHK） - 炭坑夫の妻 役
- 「はみだし刑事情熱系」シリーズ（テレビ朝日）
  - 「はみだし刑事情熱系 PART1」第7話（1996年11月27日）[5]
  - 「はみだし刑事情熱系 PART2」第7話（1997年11月26日）[6]
  - 「はみだし刑事情熱系 PART4」第13話（2000年1月12日）[7]
  - 「はみだし刑事情熱系 PART6」第21話（2002年3月6日）
- 土曜ワイド劇場（テレビ朝日）
  - 「法医学教室の事件ファイル」第6作（1997年4月5日）[8]
  - 「復讐法廷」（1997年9月13日）[9]
  - 「十字路」（1998年9月19日）[10]
  - 「相棒・警視庁ふたりだけの特命係」第3作（2001年11月10日） - 内科の看護婦 役[11][12]
  - 「キソウの女」第2作（2005年5月21日） - 深町律子 役[13]
- 「パパ・レンタル中」（1998年6月1日 - 7月17日、TBS） - PTA 役
- 「なにさまっ!」第2話（1998年10月18日、TBS）[14]
- 月曜ドラマスペシャル（TBS）
  - 「監察医薮野善次郎 死体は知っている」第6作（1998年10月19日） - 主婦 役
  - 「リストラ刑事」（1999年2月1日）[15]
- 「恋の奇跡」第4話・第6話（1999年5月6日・5月20日、テレビ朝日）[16]
- 「空への手紙」（1999年6月7日 - 7月30日、TBS）[17]
- 「太陽は沈まない」第9話・第10話・最終話（2000年6月8日・6月15日・6月22日、フジテレビ）[18]
- 金曜エンタテイメント「おだまりコンビシリーズ」第3作（2000年10月6日、フジテレビ） - 仲居 役[19]
- 「新宿暴走救急隊」第6話（2000年11月18日、日本テレビ） - 刑務官 役[20]
- 「新・天までとどけ2」第14話（2001年3月15日、TBS） - 看護婦 役
- 「カバチタレ!」最終話（2001年3月22日、フジテレビ） - 花嫁の母 役[21]
- 「ある日、嵐のように」第9話（2001年5月27日、NHK） - 看護婦 役[22]
- 「ルーキー!」第10話（2001年6月12日、フジテレビ）[23]
- 「温泉へ行こう 第3シリーズ」第27話（2002年3月6日、TBS） - 客 役
- 「真珠夫人」第7話・第24話（2002年4月9日・5月2日、フジテレビ） - 女中 役
- 「眠れぬ夜を抱いて」第4話・第8話（2002年5月2日・5月30日、テレビ朝日）[24]
- 女と愛とミステリー（BSジャパン）
  - 「文書鑑定人・白鳥あやめの事件ファイル～三万分の一の告発～」（2002年6月9日） - 婦長 役[25]
  - 「監察医・篠宮葉月 死体は語る」第4作（2004年1月14日） - 目撃者 役[26]
- 「やんパパ」第1話・最終話（2002年10月9日・12月11日、TBS） - 親戚 役[27]
- 「精霊流し〜あなたを忘れない〜」第8話（2002年11月21日、NHK） - お手伝い 役[28]
- 月曜ミステリー劇場「カードGメン・小早川茜」第5作（2003年2月10日、TBS） - 関 役[29]
- 「あなたの人生お運びします!」第3話（2003年4月24日、TBS） - 木俣 役[30]
- 「こちら本池上署 第2シリーズ」第10話（2003年6月16日、TBS）[31]
- 「クニミツの政」第2話（2003年7月8日、フジテレビ）[32]
- 「菊次郎とさき 第1シリーズ」第8話（2003年8月28日、テレビ朝日） - 散髪屋おかみさん 役[33]
- 火曜サスペンス劇場「街の医者・神山治郎」第8作（2005年4月5日、日本テレビ）[34]
- 「赤い疑惑」第2話（2005年6月22日、TBS）[35]
- 「1リットルの涙」第7話（2005年11月22日、フジテレビ）[36]
- 「危険なアネキ」第8話（2005年12月5日、フジテレビ）[37]
- 「てるてるあした」第4話（2006年5月5日、テレビ朝日）[38]
- 「PS羅生門 警視庁東都署」第1話（2006年7月5日、テレビ朝日）[39]
- 「CAとお呼びっ!」第10話（2006年9月6日、日本テレビ）[40]
- 「マグロ」前編（2007年1月4日、テレビ朝日）[41]
- 月曜ゴールデン（TBS）
  - 「自治会長 糸井緋芽子 社宅の事件簿」第8作（2007年2月19日）[42]
  - 「女教師探偵・西園寺リカの殺人ノート」（2008年5月19日）[43][44]
  - 「警視庁南平班〜七人の刑事〜」第3作（2011年5月16日） - 近隣住民 役[45]
- 「探偵学園Q」第1話（2007年7月3日、日本テレビ） - 佐々木まどかの母 役[46]
- 「コード・ブルー -ドクターヘリ緊急救命- 1st season」第5話・第6話（2008年7月31日・8月7日、フジテレビ） - 松原春江 役[47][48]
- 「ジョーカー 許されざる捜査官」第8話（2010年8月31日、フジテレビ） - 木本志保 役[49][50]
- 水曜ミステリー9「多摩南署たたき上げ刑事・近松丙吉」第8作（2008年11月5日、BSジャパン） - 目撃者 役[51]

### 特撮
- 「重甲ビーファイター」第14話（1995年5月7日、テレビ朝日） - 芳江 役
- 「仮面ライダー響鬼」第4話（2005年2月20日、テレビ朝日） - 駄菓子屋 役[52][53]
- 「ULTRASEVEN X」第4話（2007年10月26日、TBS） - ペジネラに寄生された女性 役[54]

### 舞台
- 家鴨列車
- 空の耳
- オーカッサンとニコレット